# Centro Feminista Paraguayo
Centro Feminista Paraguayo var en förening för kvinnors rättigheter i Paraguay, grundad 1921. Den har beskrivits som den första feministiska kvinnoföreningen i Paraguay.
Föreningen grundades av en grupp kvinnor, bland dem Virginia Corvalán och Serafina Dávalos. Bland dess medlemmar fanns Carmen Garcete, Carmen Gatti, Felicidad González, Adela Ibáñez, Ermelinda Ortiz, Sabrina Sapena Pastor, Catalina Steward och Elida Ugarriza. 
Den grundades för att det ansågs finnas ett behov för landets feminister att organisera sig för att uppnå sina mål, och för att kunna delta i den internationella kongressen för Alliansen för kvinnors rösträtt som skulle hållas i Madrid. María Felicidad González, representerade föreningen - och landet - i Madrid och senare även vid Baltimore Women's Congress
Föreningens syfte var att bedriva en kampanj till stöd för att parlamentet skulle acceptera ett reformförslag om jämlikhet mellan könen, som lagts fram av Telémaco Silvera.